# Московская улица (Апатиты)
Моско́вская улица — улица в Апатитах. Московская улица в своем названии сохранила память о москвичах, строивших Кировскую ГРЭС. Фактически представляет собой две улицы: на одной располагаются дома с нечётными номерами до 13 включительно, на другой —  дома с чётными номерами и дома 15 и 17.

## История
Строилась в городе как одна из первых наряду с Социалистической и Фестивальной улицами. На улице сохранились трёхэтажные здания-«сталинки».

## Достопримечательность
- Монумент «Первым строителям города», расположенный в парке на пересечении с улицей Ферсмана.

## Расположение улицы
Расположена улица в основной части города, проходя с запада на восток.

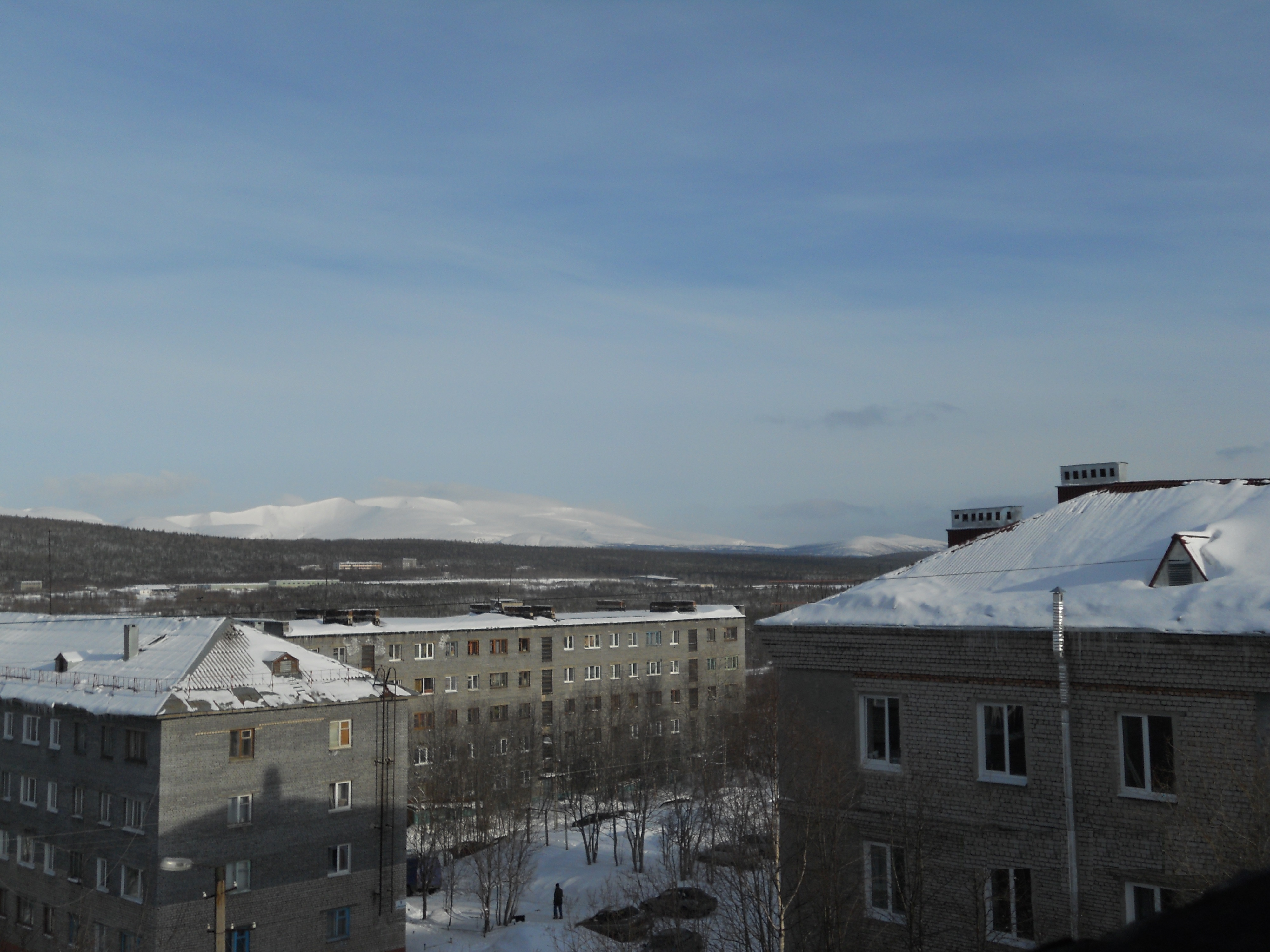
Двор Московской улицы

Московская-нечётная: Начинается улица от перекрёстка улиц Энергетической, Козлова и Ферсмана. Заканчивается перекрёстком с улицей Космонавтов, переходя в Северную улицу.
Московская-чётная: Начинается улица от улицы Ферсмана. Имеется перекрёсток с улицей Космонавтов. Заканчивается, упираясь в Московский переулок.

## Пересекает улицы
- ул. Космонавтов
- Московский пер.
- Северная ул. (переходит)
- ул. Ферсмана

## Здания
- № 7 — Детский сад «Зайка».
- № 14 — ТД «Берёзка».

## Транспорт
По улице не ходит городской транспорт.